# Канцелар Француске
Канцелар Француске (фр. Chancelier de France) надгледао је рад судова и парламената Краљевине Француске.
Канцелар је био други по реду краљевски великодостојник. Од 16. вијека постаје начелник правосуђа и од тада се именовао из реда високих правника (до тада су канцелари били кардинали). Имао је право да предлаже и припрема законске предлоге краљу и пратио је цјелокупни рад судства у провинцијама. Канцелар је такође имао овлашћења да управља финансијама, али је касније та дужност прешла на главног надзорника финансија. Уколико је канцелар био болестан или спријечен његова овлашћења је вршио његов замјеник — чувар Државног печата.
Особље које је помагало канцелару није било велико. Састојало се из првог секретара, два секретара и неколико помоћника.